# Энгволль, Ида
Ида Энгволль (род. 6 октября 1985[…], Ског, Евлеборг) — шведская актриса.

## Биография
Окончила музыкальную школу среднего и высшего образования в Швеции. В 2007-2010 годах обучалась в Стокгольмской академии драматического искусства.
Была соредактором театральных постановок в колледже.
В 2010 году Ида Энгволль дебютировала с главной ролью в Стокгольмском городском театре, где потом сыграла заметные роли в спектаклях «Ибсен», «Судная ночь» и «Питер Пэн и Венди» и других.
Снималась в фильмах и сериалах. Играла в Королевском драматическом театре Стокгольма.
Стала известна как исполнитель главной роли в сериалах 2015—2016 годов компании TV4 по книгам Осы Ларссон об адвокате Ребекке Мартинссон.
В 2015 году снялась в фильме «Вторая жизнь Уве», ставшем популярным и в России.
Снялась в романтическом комедийном телесериале "Любовь и анархия" режиссёра Лизы Лангсет, вышедший на экраны в 2020-2022 году. Это второй сериал Netflix на шведском языке после «Зыбучих песков». 

## Награды
- В 2010 году получила стипендию коммуны Сёдернхамн;
- В 2011 году получила премию Ротари Интернешнл за театральную деятельность;
- В 2013 году получила премию искусств имени Марианны Бернадот и Сигварда Бернадота.

## Роли в театре
| Год  | Роль                | Название                                | Режиссер:           | Театр                                        |
| ---- | ------------------- | --------------------------------------- | ------------------- | -------------------------------------------- |
| 2009 |                     | Шведская История X                      | П. Штэнсхель        | Театр                                        |
| 2010 | Хильда Вангель      | Мастер-Строитель Сольнесс, Генрик Ибсен | Оле Андерс Тандберг | Театр                                        |
| 2010 | Скоро Лето, Росмер. | Росмерсхольм, Генрик Ибсен              | Оле Андерс Тандберг | Театр                                        |
| 2011 | Харпер Амати Питт   | Ангелы в Америке, Тони Кушнер           | Ева Дальман         | Театр                                        |
| 2011 | Зара                | Очистить Софи Оксанен                   | Ася Мехдахль        | Театр                                        |
| 2012 | Венди               | Питер Пэн и Венди, Дж. м. Барри         | Пия Йоханссон       | Театр                                        |
| 2013 | Дуняша              | Вишневый Сад Антона Чехова              | Эрик Штубо          | Театр                                        |
| 2016 | Емелин (Саша)       | Иванов по пьесе Антона Чехова           | Александр Эйдем     | Королевский драматический театр в Стокгольме |

## Роли в кино
2010 — Бек — Похоронен заживо
2011 — Густафссон 3 т.р. (сериал)
2011 — Год 1790 (сериал)
2012 — Арне Даль: Европейский блюз
2013 — Я никому не принадлежу
2013 — Лучше раньше
2013 — Проклятые (сериал)
2013 — Fjällbackamorden (сериал): Королева света
2013 — Убийца не лжет один
2014 — Лекарство
2014 — Четвертый мужчина (сериал)
2015 — Белый мусор
2015 — В нужде или желании
2015 — Мост (сериал)
2015 — Команда (сериал)
2015 — Комиссар и море (сериал): Дикие ночи
2015 — Вторая жизнь Уве
2016 — В синем цвете
2017—2018 — Бонусная семья (сериал)
2017 — Ребекка Мартинссон (сериал)
2017—2019 — Наше время пришло (сериал)
2018 — Поездка вторая (сериал)
2020 — Любовь и анархия (телесериал)
2021 — Белая дрянь
2022 — фильм «Клуб вторников»
2022 — Королевство: Исход (сериал)
2023 — Пылающий рай
2024 — Часть тебя
2025 - Слепая зона (сериал) 